# NGC 4146
NGC 4146 је спирална галаксија у сазвежђу Береникина коса која се налази на NGC листи објеката дубоког неба.
Деклинација објекта је + 26° 25' 52" а ректасцензија 12h 10m 18,2s. Привидна величина (магнитуда) објекта NGC 4146 износи 12,9 а фотографска магнитуда 13,7. NGC 4146 је још познат и под ознакама UGC 7163, MCG 5-29-28, CGCG 158-36, PGC 38721.